# Gustaf Horn
Gustaf Carlsson Horn af Björneborg (ur. 22 października 1592 w Örbyhus, zm. 10 maja 1657 w Skarze) – hrabia, szwedzki wódz i polityk.
Urodził się w fińskiej rodzinie szlacheckiej Hornów z Kankas. W 1625 został członkiem Rady Królewskiej, w 1628 feldmarszałkiem, a w 1652 gubernatorem Inflant. Podczas wojny trzydziestoletniej jako członek sztabu armii szwedzkiej brał udział w bitwie pod Breitenfeld w 1631. Pod Breitenfeld, wyprowadzając drugą linię wojsk szwedzkich pod kątem prostym do pierwszej, Horn zapobiegł oskrzydleniu armii szwedzkiej przez wojska hrabiego Tilly’ego. 6 września 1634 wspólnie z Bernardem Weimarskim dowodził w przegranej bitwie pod Nördlingen. W 1651 królowa Krystyna nadała mu tytuł hrabiego Pori.
Poślubił Krystynę Oxenstiernę (1609-1631), córkę kanclerza Axela Oxenstierny. W 1628 urodziła się im córka, hrabina Agneta Horn (1629-1672), jego dziedziczka, wydana za barona Larsa Cruusa Gudhema. W 1643 ożenił się ponownie, poślubiając Sigrid Bielke (ur. 1620), z którą miał dwie córki: Ewę Gustafsdotter (zamężną z Nilsem Bielke) i Hedvigę Lovisę.